# Udo Radius
Udo Radius (* 1965) ist ein deutscher Chemiker und Hochschullehrer.

## Leben und Wirken
Radius schloss sein Studium der Chemie 1991 an der Universität Würzburg mit dem Diplom ab und wurde ebenda im Jahr 1994 bei Helmut Werner mit dem Thema Einfluß der Oxidationsstufe auf das Reaktionsverhalten von Imiden der Molybdän- und Wolframsäure promoviert. Als Postdoktorand war er 1995/96 an der Cornell University bei Roald Hoffmann tätig. 2001 habilitierte er sich an der Universität Karlsruhe im Arbeitskreis von Dieter Fenske und lehrte an dieser Universität von  2001 bis 2009 als Dozent. 2007 übernahm er eine Vertretungsprofessur an der Universität Rostock, 2008 eine Gastprofessur an der Universität Wien. Seit 2008 ist Radius Universitätsprofessor für anorganische Chemie an der Universität Würzburg.
Seine Forschungsschwerpunkte liegen in den Bereichen Hauptgruppenelement- und Übergangsmetallchemie, Metallorganische Chemie, Koordinationschemie sowie Homogene Katalyse. Zusammen mit seiner Arbeitsgruppe verwenden sie N-heterocyclischen Carbenen (NHCs) und verwandten Molekülen in der Chemie der Hauptgruppenelemente und Übergangsmetalle, insbesondere zur Stabilisierung niedrigvalenter Übergangsmetallkomplexe und Hauptgruppenelementverbindungen sowie als Liganden in der homogenen Katalyse. Radius forscht derzeit mir seiner Arbeitsgruppe unter anderem an der Reaktivität von NHCs und verwandten Molekülen mit Hydriden und Organylen der Hauptgruppenelemente; der Synthese und Reaktivität von Übergangsmetallkomplexen, die mit NHC-Liganden und verwandten Molekülen stabilisiert sind; der Verwendung, den Eigenschaften und Reaktionen dieser Komplexe. Zur Charakterisierung der Moleküle und Komplexe setzen sie routinemäßig NMR-, FTIR-, UV-Vis- und MS-Spektroskopie sowie analytische Techniken ein.
Der Datenbank Scopus zufolge hat Radius einen h-Index von 44 (Stand: August 2024).

## Veröffentlichungen (Auswahl)
- mit M. S. Luff, K. Oppel, I. Krummenacher, H. Braunschweig: Radical anions of 1,1-azoliumdithiocarboxylates. In: Chemical Communications. Band 60, Nr. 97, 3. Dezember 2024, ISSN 1364-548X, S. 14447–14450, doi:10.1039/D4CC05486E.
- mit Ya-Ming Tian, Xiao-Ning Guo, Holger Braunschweig, Todd B. Marder: Photoinduced Borylation for the Synthesis of Organoboron Compounds. In: Chemical Reviews. Band 121, Nr. 7, 14. April 2021, ISSN 0009-2665, S. 3561–3597, doi:10.1021/acs.chemrev.0c01236.
- mit Ursula S. D. Paul,: What Wanzlick Did Not Dare To Dream: Cyclic (Alkyl)(amino)carbenes (cAACs) as New Key Players in Transition-Metal Chemistry. In: European Journal of Inorganic Chemistry. Band 2017, Nr. 28, 2017, ISSN 1099-0682, S. 3362–3375, doi:10.1002/ejic.201700397.
- mit Thomas Schaub, Marc Backes: Catalytic C−C Bond Formation Accomplished by Selective C−F Activation of Perfluorinated Arenes. In: Journal of the American Chemical Society. Band 128, Nr. 50, 1. Dezember 2006, ISSN 0002-7863, S. 15964–15965, doi:10.1021/ja064068b.
- mit F. Matthias Bickelhaupt, Andreas W. Ehlers, Norman Goldberg, Roald Hoffmann: Is CO a Special Ligand in Organometallic Chemistry? Theoretical Investigation of AB, Fe(CO)4AB, and Fe(AB)5 (AB = N2, CO, BF, SiO). In: Inorganic Chemistry. Band 37, Nr. 5, 9. März 1998, ISSN 0020-1669, S. 1080–1090, doi:10.1021/ic970897+.